# 坂木司
坂木 司（さかき つかさ、1969年 -）は、日本の作家。東京都出身。作品の基本スタイルは「主人公の成長」と「日常の謎」。日本推理作家協会会員、本格ミステリ作家クラブ会員。

## 略歴・人物
幼少時代から、活字本は児童書、漫画は『ドラえもん』、テレビアニメは『カルピス劇場』、アニメ版『リボンの騎士』等に親しむ。大学卒業後、気晴らしに池波正太郎の『剣客商売』を読みながらの電車通勤生活中、沢木耕太郎の『深夜特急』に感化されて辞職。その後、当時、東京創元社社長だった戸川安宣と対面し手元にある、後に『青空の卵』に収録された短編4本の書籍化を検討され、2002年、『青空の卵』で覆面作家としてデビューする。デビュー作を含む『ひきこもり探偵シリーズ』で注目された。
ペンネームの由来はデビュー作の登場人物から。デビュー前にペンネームが決まっていなかったが、何も思いつかずに登場人物の名前からとった。出生年・生い立ち・学歴は公開しているが他は性別すらも未公表。性別などのプロフィールを公開することによって読者に先入観を与えないためである。

## 作風
作品に関しては、隙間産業 と自身引き出しの事情、天邪鬼な性格 から、他人と「被らないこと」を大切にしていると述べている。

### 何が困るかって
『何が困るかって』収録作品「ぶつり」は「Webミステリーズ!」にてオンライン小説として公開され、後に『何が困るかって』に収録された。POP広告内のイラストは坂木自身が担当した。

## 作品リスト

### ひきこもり探偵シリーズ
坂木の代表作。日常の謎を扱ったミステリであると同時に、人間関係のあり方を問う青春小説でもある。
- 青空の卵（2002年5月 創元クライム・クラブ / 2006年2月 創元推理文庫）
  - 収録作品：夏の終わりの三重奏 / 秋の足音 / 冬の贈りもの / 春の子供 / 初夏のひよこ
- 仔羊の巣（2003年5月 創元クライム・クラブ / 2006年6月 創元推理文庫）
  - 収録作品：野生のチェシャ・キャット / 銀河鉄道を待ちながら / カキの中のサンタクロース
- 動物園の鳥（2004年3月 創元クライム・クラブ / 2006年10月 創元推理文庫）

### ホリデーシリーズ
- ワーキング・ホリデー（2007年6月 文藝春秋[注釈 2] / 2010年1月 文春文庫[注釈 3]）
  - 収録作品：宛先人不明 / 火気厳禁 / こわれ物注意 / 代金引換 / 天地無用
- ウィンター・ホリデー（2012年1月 文藝春秋 / 2014年11月 文春文庫）
  - 収録作品：配達予告 / サンタ便（トナカイなし） / 歳末特別配送 / 初荷の酒 / ハート配達人 / 届けたい
- ホリデー・イン（2014年5月 文藝春秋 / 2017年4月 文春文庫[注釈 4]）
  - 収録作品：ジャスミンの部屋 / 大東の彼女 / 雪夜の朝 / ナナの好きなくちびる / 前へ、進 / ジャスミンの残像

### 二葉と隼人の事件簿シリーズ
- 先生と僕（2007年12月 双葉社[注釈 2] / 2011年12月 双葉文庫[注釈 3]）
  - 収録作品：先生と僕 / 消えた歌声 / 逃げ水のいるプール / 額縁の裏 / 見えない盗品
- 僕と先生（2014年2月 双葉社 / 2017年6月 双葉文庫[注釈 4]）
  - 収録作品：レディバード / 優しい人 / 差別と区別 / ないだけじゃない / 秋の肖像 / 指先の理由

### 和菓子のアンシリーズ
- 和菓子のアン（2010年4月 光文社 / 2012年10月 光文社文庫）
  - 収録作品：和菓子のアン / 一年に一度のデート / 萩と牡丹 / 甘露家 / 辻占の行方
- 和菓子のアン - 大活字本
  - 上巻（2017年6月 埼玉福祉会）
    - 収録作品： 和菓子のアン / 一年に一度のデート / 萩と牡丹

  - 下巻（2017年6月 埼玉福祉会）
    - 収録作品：甘露家 / 辻占の行方
- アンと青春（2016年3月 光文社 / 2018年10月 光文社文庫）
  - 収録作品： 空の春告鳥 / 女子の節句 / 男子のセック / 甘いお荷物 / 秋の道行き
- アンと愛情（2020年10月 光文社 / 2023年8月 光文社文庫) 
  - 収録作品： 甘い世界 / こころの行方 / あまいうまい / 透明不透明 / かたくなな / 冬を告げる/ 豆大福
- アンと幸福(2023年10月 光文社) 
  - 収録先品：江戸と長崎 / 秋ふかし/ 雲の上 / はしりとなごり / お菓子の神さま / 湯気と幸福

### 読切短編
- ゴルフ帰り同盟（『ミステリーズ！』vol.23 JUNE 2007 2007年6月 東京創元社）- 『切れない糸』続編
- チヨコレイコ（『ミステリーズ！』vol.45 FEBRUARY 2011 2011年2月 東京創元社）
- 波の皺（『本の旅人』No.206 December 2012 2012年11月 角川書店） - 『大きな音が聞こえるか』刊行記念品

### エッセイ
- 3時のおやつ ふたたび（2016年2月 ポプラ文庫）「土台はいらねえ」
- 甘い系乾きもの菓子頂上作戦（ダ・ヴィンチ 2017年3月号 2017年3月）
- おしゃべりな銀座（2017年6月 扶桑社）「本と銀座とわたし」
- おやつが好き（2019年4月 文藝春秋）

### その他の作品
- 切れない糸（2005年5月 創元クライム・クラブ / 2009年7月 創元推理文庫）
  - 収録作品：グッドバイからはじめよう / 東京、東京 / 秋祭りの夜 / 商店街の歳末
- シンデレラ・ティース（2006年9月 光文社 / 2009年4月 光文社文庫）
  - 収録作品：シンデレラ・ティース / ファントムvs.ファントム / オランダ人のお買い物 / 遊園地のお姫様 / フレッチャーさんからの伝言
- ホテルジューシー（2007年9月 角川書店[注釈 2]/ 2010年9月 角川文庫）
  - 収録作品：ホテルジューシー / 越境者 / 等価交換 / 嵐の中の旅人たち / トモダチ・プライス / ≠（同じじゃない） / 微風
- 夜の光（2008年10月 新潮社 / 2011年8月 新潮文庫）
  - 収録作品：季節外れの光 / スペシャル / 片道切符のハニー / 化石と爆弾 / それだけのこと
- 短劇（2008年12月 光文社 / 2011年2月 光文社文庫）
  - 収録作品：カフェラテのない日 / 目撃者 / 雨やどり / 幸福な密室 / ＭＭ / 迷子 / ケーキ登場 / ほどけないにもほどかある / 最後 / しつこい油 / 最後の別れ / 恐いのは / 変わった趣味 / 穴を掘る / 最先端 / 肉を拾う / ゴミ掃除 / 物件案内 / 壁 / 試写会 / ビル業務 / 並列歩行 / カミサマ / 秘祭 / 眠り姫 / いて
- 大きな音が聞こえるか（2012年12月 角川書店 / 2015年7月 角川文庫）
- 肉小説集（2014年10月 KADOKAWA / 2017年9月 角川文庫[注釈 5]）
  - 収録作品：武闘派の爪先 / アメリカ人の王様 / 君の好きなバラ / 肩の荷（＋9）/ 魚のヒレ / ほんの一部
- 何が困るかって（2014年12月 東京創元社 / 2017年12月 創元推理文庫[注釈 4]）
  - 収録作品：いじわるゲーム / 怖い話 / キグルミ星人 / 勝負 / カフェの風景 / 入眠 / ぶつり / ライブ感 / ふうん / 都市伝説 / 洗面台 / ちょん / もうすぐ五時 / 鍵のかからない部屋 / 何が困るかって / リーフ / 仏さまの作り方 / 神様の作り方
- 女子的生活（2016年8月 新潮社）
- 鶏小説集（2017年10月 KADOKAWA）
  - 収録作品：トリとチキン / 地鶏のひよこ / 丸ごとコンビニエント / 羽のある肉 / とべ エンド
- 楽園ジューシー(2022年2月　KADOKAWA) 
  - 収録作品:約束 / 風の音 / 境界 / ローリングカラーストーン/ フェア/君ではない/眩しさ
- ショートケーキ。(2022年4月　文芸春秋) 
  - 収録作品:ホール / ショートケーキ。 / 追いイチゴ / ままならない / 騎士と狩人

#### アンソロジーその他
「」内が坂木司の作品
- Sweet Blue Age（2006年2月 角川書店）「ホテルジューシー」[注釈 6]
- 名探偵の奇跡 最新ベストミステリー（2007年9月 光文社 / 2010年5月 光文社文庫）「先生と僕」 [注釈 7]
- 旅立ち。卒業、十の話（2008年2月 メディアファクトリー） 「告白の日」
- ピュアフルアンソロジー 片想い。（2008年3月 ジャイブ ピュアフル文庫）「長い片想い」
- きみが見つける物語 十代のための新名作・友情編（2008年8月 角川書店）「秋の足音」[注釈 8]
- 作家の読書道 3（2010年5月 本の雑誌社）※インタビュー収録、作家18人の読書ライフからどんな本を読んで育ち、どんな本に影響を受けたのかを探る。
- 坂木司リクエスト!和菓子のアンソロジー（2013年1月 光文社 / 2014年6月 光文社文庫）「空の春告鳥」[注釈 9]
- 大崎梢リクエスト!本屋さんのアンソロジー（2013年1月 光文社 / 2014年8月 光文社文庫）「国会図書館のボルト」[注釈 10]
- エール!2（2013年4月 実業之日本社文庫）「ジャグジー・トーク」[注釈 11]
- 奇想博物館 最新ベスト・ミステリー（2013年12月 光文社）「国会図書館のボルト」
- 私がデビューしたころ ミステリ作家51人の始まり（2014年6月 東京創元社）「時候の挨拶」
- この部屋で君と（2014年8月 新潮文庫nex）「女子的生活」[注釈 12]
- パレス・メイヂ (4) 同人誌付き特装版（2015年8月 著：久世番子 白泉社 花とゆめCOMICS）[22]「或る休日」
- みんなの少年探偵団2（2016年3月 ポプラ社）「うつろう宝石」
- 自薦 THE どんでん返し（2）（2017年1月 双葉文庫）「勝負」[注釈 13]

### 雑誌連載中作品
- おやつが好き（銀座百店会『銀座百点』2017年4月号 - ）
- きみのかたち（『紙魚の手帖』vol.04 APRIL 2022 - ）
- 山の学校(『文蔵』2011年6月号 - 2018年3月号)
- 和菓子のアン（『ジャーロ』No.97 2024 NOVEMBER - ）

## メディア・ミックス

### 映画
- ワーキング・ホリデー（2012年11月17日公開 企画・制作：讀賣テレビ放送/吉本興業 監督：岡本浩一 主演：AKIRA）

### ドラマ
- 青空の卵（2012年7月28日 - 9月29日、BS朝日、主演：阿久津愼太郎）[23]
- 女子的生活（2018年1月5日 - 1月26日、NHK総合、主演：志尊淳）

### 漫画
- ワーキング・ホリデー（作画：こやまあやこ マッグガーデン BLADE COMICS）
  1. 2009年3月発売
  2. 2009年9月発売
- 青空の卵（作画：藤たまき 新書館 ウイングスコミック）
  1. 2010年12月発売
  2. 2013年4月発売
- 和菓子のアン（作画：猪狩そよ子 白泉社 花とゆめCOMIC[24][25]）
  1. 2014年6月発売
  2. 2015年7月発売
  3. 2015年10月発売

### 朗読化
『青空の卵』（2002年5月 創元クライム・クラブ / 2006年2月 創元推理文庫）他「ひきこもり探偵」シリーズ全3作が朗読化されている。朗読者は西山宏太朗。株式会社アールアールジェイにて運営する、スマートフォンサイト『kikubon』にて配信中。
2016年12月15日『青空の卵』、2017年4月20日『仔羊の巣』がオーディオブック配信サイト「FeBe」より配信。朗読者は寺島愛。